# Симон де Монфор Младший
Симон де Монфор Младший (англ. Simon de Montfort the Younger; около апреля 1240 — 1271) — английский аристократ, второй сын Симона де Монфора, 6-го графа Лестера, и английской принцессы Элеоноры Плантагенет, активный участник Второй баронской войны 1264—1265 годов. Младшим его называли, чтобы отличать от одноимённого отца.
В период, когда его отец управлял Англией, Симон был одной из опор нового режима. И он нередко участвовал в злоупотреблениях, которые в итоге и привели к поражению Монфоров. После гибели отца Симон смог укрыться в замке Кенилуэрт, а затем на остров Эксхольм в Линкольншире. Спустя какое-то время он оказался пленён, но смог бежать за пределы Англии. В 1270 году он присоединился к своему брату Ги на службе у сицилийского короля Карла I Анжуйского, завоевавшего Южную Италию. И на ней он приобрёл жуткую славу, приняв участие вместе с братом в убийстве из мести своего двоюродного брата Генриха Алеманского в церкви Сан-Сильвестро в Витербо 13 марта 1271 года. В том же году он умер.

## Происхождение
Генри происходил из французского рода Монфор-л’Амори. Его предки владели французской сеньорией с центром в Монфор-л’Амори в Иль-де-Франсе, а также нормандским графством Эврё. По своим владениям они были вассалами как французских, так и английских королей. Один из представителей рода, Симон (IV) де Монфор, женился на наследнице Роберта де Бомона, 3-го графа Лестер, благодаря чему его сын, Симон IV де Монфор, после смерти в 1204 году деда, оказался одним из двух наследников обширных владений Бомонов в Англии.
Симон IV де Монфор в 1208 году возглавил Альбигойский крестовый поход, стремясь завоевать себе владения в Южной Франции. Он погиб в 1218 году, оставив несколько сыновей. Судя по источникам, Симон из-за англо-французской войны так и не успел вступить во владение английским наследством. Однако его права на владения Бомонов остались в силе, перейдя к его старшему сыну Амори VI, а тот не позже 1230 года передал их младшему брату Симону (V) де Монфору, который в итоге в 1230 году отправился в Англию, предъявив права на владения и титул графа Лестера. В итоге в 1231 году он получил половину владений Бомонов и постепенно стал важной фигурой при английском дворе. В 1238 году Симон тайно женился на английской принцессе Элеоноре, дочери короля Иоанна Безземельного, сестре короля Генриха III. Для неё это был второй брак: первый муж, Уильям Маршал, 2-й граф Пембрук, умер в 1231 году, не оставив наследников. Этот брак вызвал большой скандал, поскольку Элеонора после смерти первого мужа дала обет безбрачия. Но Симон де Монфор съездил в Рим и добился у папы разрешения на брак. А в 1239 году ему был официально присвоен титул графа Лестера.
Симон был вторым по старшинству из сыновей, родившихся в этом браке. Кроме того, у него был старший брат Генри и трое младших, Амори, Ричард и Ги, а также сестра Элеонора.

## Биография
Симон родился около апреля 1240 года недалеко от Бриндизи, когда его мать ждала возвращения мужа из Крестового похода. Вместе со старшим братом Генри он в ноябре 1258 года сопровождал отца во Францию. В октябре 1260 года он был посвящён в рыцари двоюродным братом, принцем Эдуардом, старшим сыном короля Генриха III.
Во время июньских беспорядков 1263 года Симон вместе со старшим братом Генри принимал участие в опустошении владений архиепископа Кентерберийского Бонифация Савойского в Кенте. Когда в августе мир был восстановлен, он получил от отца, который теперь контролировал английское правительство, обширные владения одного из изгнанных сторонников короля — Джона Мансела.
Когда в результате арбитража французского короля Людовика IX в январе 1264 года были отклонены Оксфордские провизии, это решение было враждебно встречено в Англии и привело к Гражданской войне между баронами и королём. В феврале 1264 года Симон вместе со старшим братом были отправлены отцом для атаки владений его врагов из числа лордов Валлийской марки на границе с Уэльсом. По возвращении его отправили в Нортгемптон, где во время битвы 5 апреля был захвачен в плен королём. Освобождён он был после победы 14 марта армии Симона де Монфора Старшего в битве при Льюисе.
После победы над Генрихом III Симон де Монфор стал фактическим правителем Англии. Второму сыну он поручил охрану нескольких важных замков, в том числе Глостерским, Ноттингемским и Портчестерским. Зимой и весной Симон Младший осаждал принадлежащий Пьеру Савойскому замок Певенси.
В период, когда его отец управлял Англией, Симон был одной из опор нового режима. И он нередко участвовал в злоупотреблениях, которые в итоге и привели к поражению Монфорв. Так он безуспешно пытался похитить Изабеллу де Форс — самую богатую из незамужних женщин, чтобы жениться на ней. Девушка пыталась спрятаться от него в монастыре Бримор в Гэмпшире. Когда приор монастыря сообщил о её местонахождении, Изабелла подкупила его, чтобы он позволил ей бежать. После этого Симон продолжил преследование графини, пока она не нашла убежище в Уэльсе. Большего успеха он добился в изгнании одного из сторонников короля, Уильяма де Браоза, из его владений в Брамбере в Сассексе, используя силу и злоупотребляя судебными процедурами.
Когда Симон Старший в апреле 1265 года отступил на Запад, преследуя лордов марки, второй сын был оставлен распоряжаться в Восточной Англии. В мае его вызвали на помощь отцу. Из Дувра Симон Младший выступил в Лондон, чтобы собрать там армию, а затем двинулся на запад. По дороге он разграбил Уинчестер, а затем, пройдя через Оксфорд и Нордгемптон, 31 июля добрался до Кенилуэрта. Там его армия была застигнута врасплох и разгромлена.
3 августа Симон с остатками армии двинулся, чтобы присоединиться к отцу, но до поля битвы при Ившеме он добрался слишком поздно. Увидев голову отца, насаженную на копьё, он вернулся в Кенилуэрт. Там он освободил Ричарда Корнуэльского, бывшего узника отца. После бесплодных переговоров с Генрихом III, Симон в ноябре покинул замок и отправился на остров Эксхольм в Линкольншире, где присоединился к некоторым оставшимся соратникам отца.
В декабре принц Эдуард, явившийся во главе армии, вынудил Симона к соглашению о сдаче Кенилуэрта и отречения от королевства, в ответ ему была обещана ежегодная пенсия. Однако гарнизон замка отказался сдаваться. В результате принц Эдуард доставил Симона в Лондон. В качестве одного из заложников, гарантировавших безопасность Монфора, был предложен принц Эдмунд. Однако хронист из Уэверли сообщает, что когда Симон увидел заложников, которых отдавали за него, в королевском лагере, он понял, что его предали. И действительно, ему так и не позволили вернуться в Эксхольм. Симона держали в строгом заключении, пока ему 10 февраля 1266 года не удалось бежать в Уинчелси, а оттуда во Францию.
Осенью ходили слухи, что Симон собирает армию для вторжения в Англию. В сентябре 1267 года король Франции Людовик IX вел с Генрихом III переговоры о возвращении Монфора, но английский король был готов принять изгнанника только на неприемлемых условиях, поэтому инициатива была безуспешной.
К декабрю 1270 года Симон присоединился к своему брату Ги на службе у сицилийского короля Карла I Анжуйского, завоевавшего Южную Италию. И на ней он приобрёл жуткую славу, приняв участие вместе с братом в убийстве из мести своего двоюродного брата Генриха Алеманского в церкви Сан-Сильвестро в Витербо 13 марта 1271 года. В том же году Симон умер в замке неподалёку от Сиены «странником и беглецом, подобно Каину, проклятому Богом».
Симон не был женат и не имел детей. Предположительно, он до самой смерти использовал титул «граф Лестер».